# Republica Moldova la Jocurile Olimpice de iarnă din 1998
Republica Moldova a participat la Jocurile Olimpice de iarnă din 1998 cu 2 sportivi care au concurat la un singur sport (biatlon). 

## Participarea moldovenească
Republica Moldova a trimis la Nagano o delegație formată din 2 sportivi (un bărbat și o femeie), care au concurat la un singur sport cu 4 probe (2 masculine și 2 feminine). 
Ambii participanți (Ion Bucsa și Elena Gorohova) în probele de biatlon au obținut rezultate modeste (locuri între 62 și 71).
La această ediție a Jocurilor Olimpice, delegația Republicii Moldova nu a obținut nici un punct.

## Biatlon
| Sportiv        | Probă      | Ținte ratate      | Timp                 | Loc |
| -------------- | ---------- | ----------------- | -------------------- | --- |
| Ion Bucsa      | 10 km (m)  | 6 (2 + 4)         | 36.33,8 (+9.17,6)    | 71  |
| Ion Bucsa      | 20 km (m)  | 6 (0 + 2 + 3 + 1) | 1:11.27,5 (+15.11,1) | 70  |
|                |            |                   |                      |     |
| Elena Gorohova | 7,5 km (f) | 5 (2 + 3)         | 28.21,5 (+5.13,5)    | 62  |
| Elena Gorohova | 15 km (f)  | 9 (3 + 0 + 2 + 4) | 1:09.18,1 (+15.26,1) | 62  |